# Rudolf Jílovský
Rudolf Jílovský, vlastním jménem Rudolf Klein (1. července 1890 Kroměříž – 7. června 1954 New York), byl český kabaretiér, zpěvák, šansoniér, herec a redaktor.

## Život
Maturoval na reálce v Kroměříži. Poté nastoupil studium stavebního inženýrství na Pražské technice, které ale nedokončil.
V roce 1909 se podílel na založení kabaretu Červená sedma Jiřího Červeného. Byl velmi populárním zpěvákem. Po první světové válce hrál v sezóně 1920–21 v Longenově divadle Revoluční scéna.
Od roku 1921 pracoval jako nakladatelský redaktor:
- 1921–25 nakladatelství Orbis,
- 1925–30 nakladatelství František Borový,
- 1930–31 nakladatelství Aventinum[1],

V letech 1932 až 1936 byl ředitelem knihkupecké společnosti Česká expedice. V období 1936–1939 byl také tajemníkem vrchního ředitele koncernu Lidové noviny. Od roku 1939 do roku 1944 byl uměleckým ředitelem nakladatelství František Borový. V průběhu druhé světové války se podílel na činnosti odbojové skupiny Parsifal Arnošta Heidricha a na jaře 1945 byl vězněn na Pankráci.
Po válce působil jako generální ředitel tiskových podniků Československé strany lidové. Na zásah ministra vnitra Václava Noska byl propuštěn a poté v roce 1948 emigroval. V emigraci pracoval pro Rádio Svobodná Evropa.

### Osobní život
Jeho manželkou byla novinářka Staša Jílovská, spolupracovnice a přítelkyně Mileny Jesenské. Jejich dcery Staša a Olga byly fotografkami.

## Dílo
Některé jeho dochované gramofonové nahrávky vydala firma Supraphon na CD Historie psaná šelakem – Život je moře nadějí. Český šanson 1929–1945.

## Ocenění díla
V roce 2000 mu udělil prezident Václav Havel Řád Tomáše Garrigua Masaryka  II. třídy, in memoriam.